# 快铜教堂

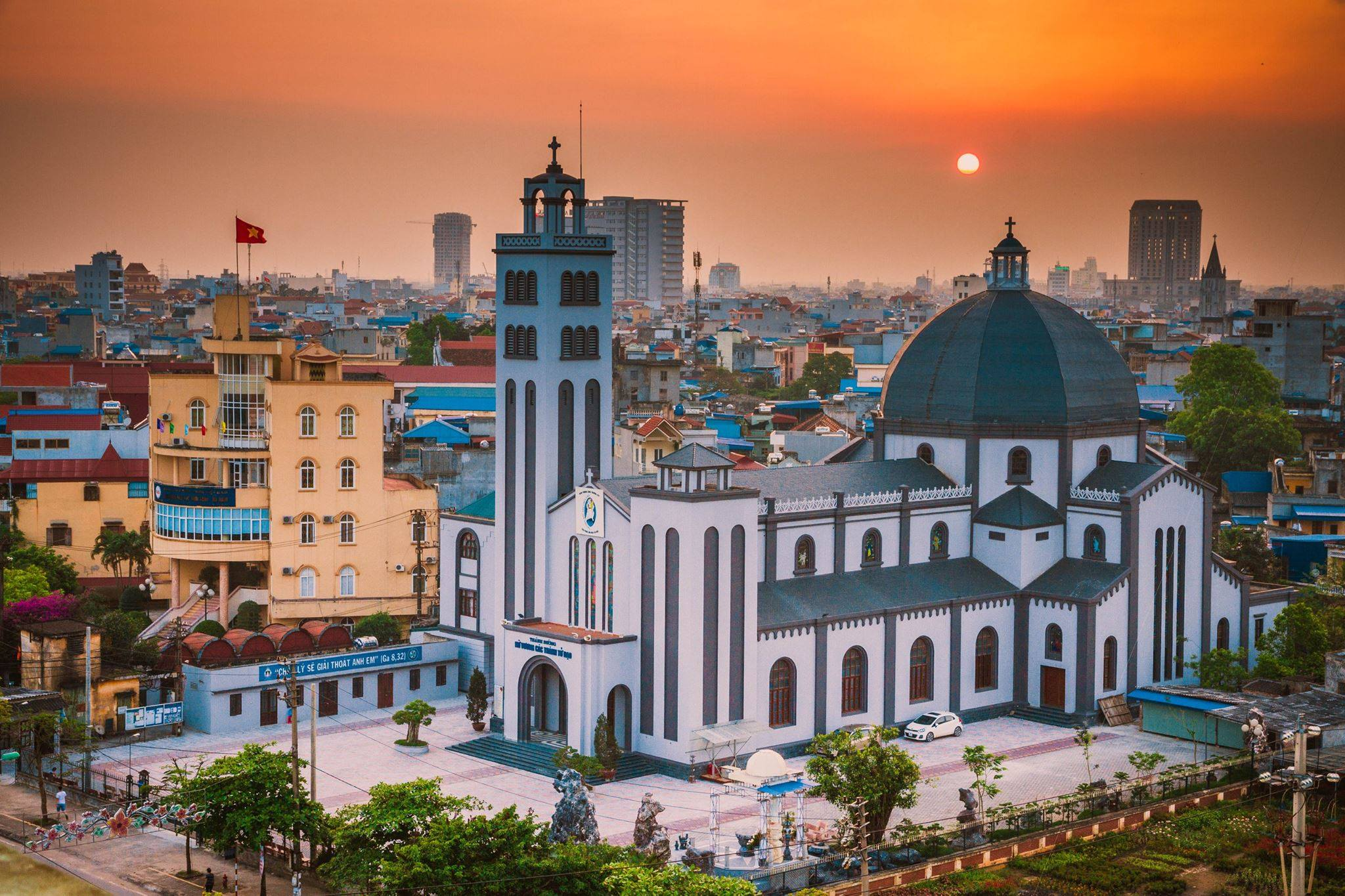
1922年的快铜教堂

快铜教堂（越南语：Nhà thờ Khoái Đồng，全名Thánh đường Nữ vương Các Thánh Tử đạo Khoái Đồng）是一座大型罗马天主教教堂，罗马式建筑风格，供奉圣母玛利亚，由西班牙道明会建造，1922年动工建造，于1941年完工。该教堂位于目前的南定市中心阮攸坊黎鴻峰街127号，就在渭川湖畔。 

## 历史

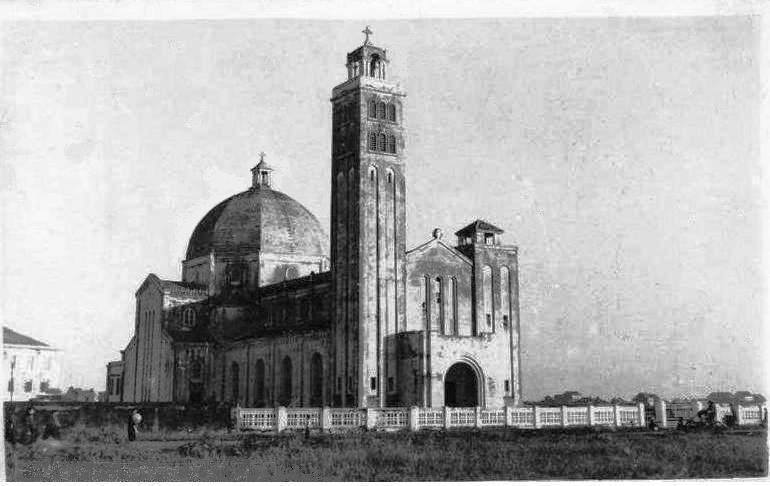
1922年的快铜教堂

这个建筑群是由西班牙道明会计划和建造的，包括教堂、聖亞伯特修院（Giáo hoàng Chủng viện Thánh Albertô Cả，今阮文渠小学，Nguyễn Văn Cừ）、圣多默学校（Trường Sư phạm Thánh Tôma，今阮勸中学，Nguyễn Khuyến),以及一些周围的社区。
1954年《日内瓦协议》签订后，新政府征用这一地区，教堂改为纺织厂仓库及工人电影院等。俯瞰渭川湖的土地被分割为机械合作社，蜂窝煤合作社，化工合作社， 以及冯志坚中学（Phùng Chí Kiên）等。边缘地区被移民占据，建起住房和餐馆。
1966年4月14日 06:30，美国空军的两架战机突然轰炸了不远的街道，炸死77人，炸伤135人，摧毁了240所房屋。.教堂受到严重影响，整个设施都被烧毁，墙壁完全变黑，但是教堂仍然屹立不倒。此后很长一段时间，除教堂外，该地区一片荒芜，教堂已完全分配给纺织厂，用作存放纱线和缝纫机的地方。南定市将中心移到渭川湖边之后，广场和教堂遗址成为象征性建筑，出现在许多文件和明信片中。
自1992年以来，该堂的教友、Vinh Sơn Bùi Công Tam神父、天主教裴洲教区、已故主教若瑟(Giuse Maria Vũ Duy Nhất)、已故主教若瑟(Giuse Hoàng Văn Tiệm)一再申请，要求归还教堂。
2008年9月7日，裴洲教区收到南定市人民委员会的通知，要求执行2008年5月9日总理465号文件的指示，移交了快铜教堂。第一阶段的移交于2008年11月进行，教堂内部被清理出来。第二次移交是在2010年6月进行的，教堂的一侧被清理了。第三阶段的移交工作仍有待将来进行（目前仍有11户家庭居住在教堂领土上）。具体来说，冯志坚中学被搬迁，政府将其装饰成花园，并禁止进行一切形式的非法侵占。长期以来，城市舆论一直认为教堂的漆黑圆顶与渭川湖一起，是必不可少的标志。经过数十年的滥用而恶化后，教堂进行了大修，改变了外墙涂料的颜色，建造了周围的附属作品。2014年12月27日，教堂举行重新祝圣仪式。 